# Capella de la Mare de Déu de Montserrat (Igualada)
La Capella de la Mare de Déu de Montserrat és una construcció del municipi d'Igualada (Anoia) situada enmig d'edificis d'habitatges. Forma part de l'Inventari del Patrimoni Arquitectònic de Catalunya.

## Descripció
És de reduïdes dimensions, de forma quadrangular i absis semicircular. La decoració és obra del pintor igualadí Miquel Llacuna. Les pintures que formen l'absis de l'altar representen un estol d'àngels que adoren a la Verge, amb un fons tornassolat; en un cantó de sota hi ha l'escolania de Montserrat i a l'altre una mestressa amb un grup de nenes, recordant l'origen de la capella. Hi ha un arc, que enllaça la nau amb l'absis, amb inscripcions fòniques. Les parets laterals amb plafons a l'oli, obra del mateix autor: un és dedicat al vot del poble a la Verge; un altre, a la batalla del Bruc; i l'altre és una representació dels Santa que han passat per la ciutat.

## Història
El 1850 és la data de construcció de l'antiga capella i per ordres testamentàries de Felícia Mateu, fundadora d'una escola per a nenes pobres a Igualada, en el lloc mateix de l'esmentada escola. Tenia una forma quadrangular, amb un sol altar dedicat a la Verge. Destrucció l'any 1936. Reconstrucció durant els anys 1939-1940. L'any 1943, per iniciativa de Pau Llacuna, es projectà una total reforma de les estructures, paviments i també de la decoració.